# Maison symphonique de Montréal
La Maison symphonique de Montréal est l'une des six salles de concert qui se trouvent dans le complexe de la Place des arts, située au centre-ville de Montréal (Québec) au coin du boulevard de Maisonneuve et de la rue Saint-Urbain. Principalement occupée par l'Orchestre symphonique de Montréal (OSM), la Maison symphonique accueille également d’autres ensembles classique comme l'Orchestre Métropolitain - compagnie résidente de la Place des Arts -, Les Violons du Roy, l'Orchestre classique de Montréal, et plusieurs autres.

## Historique

Logo temporaire de l'Adresse symphonique

Le 27 juin 2006, le premier ministre Jean Charest et la ministre de la Culture Line Beauchamp annonçaient que le projet de construction de la future salle de concert serait réalisé en partenariat public-privé (PPP).
Le 28 mai 2009, le premier ministre du Québec, Jean Charest, lançait les travaux de l’Adresse symphonique, en présence de la ministre de la Culture, des Communications et de la Condition féminine, Christine St-Pierre, du président du conseil d’administration et du directeur musical de l’Orchestre symphonique de Montréal, respectivement Lucien Bouchard et Kent Nagano.
La construction a commencé en mai 2009 et l'inauguration a eu lieu le 7 septembre 2011. Le nom temporaire d'« Adresse symphonique » a alors été remplacé par celui de « Maison symphonique, ». C’est le chef d’orchestre Kent Nagano qui a dirigé l'OSM lors du concert inaugural.
Le 28 mai 2014, le Grand Orgue Pierre Béique, (Casavant op. 3900), placé tout au fond de la Maison symphonique, a été inauguré. Il a été réalisé par les facteurs d'orgues Casavant Frères, en collaboration avec des architectes de Diamond Schmitt + Ædifica. Ce grand orgue d'orchestre possède 109 registres, 83 jeux, 116 rangs et 6 489 tuyaux. Son nom honore celui qui fut directeur général de l'Orchestre symphonique de Montréal (OSM) de 1937 à 1970. La construction de l'orgue, qui est la propriété de l'OSM, a été entièrement financée par la mécène Jacqueline Desmarais.

## Description
La salle, construite en un peu plus de deux ans, peut accueillir jusqu’à 2 100 spectateurs (ou 1 900 spectateurs et 200 choristes dans le chœur), ainsi que 120 musiciens sur scène. Elle est de forme rectangulaire, plus précisément du style dit boite à chaussures (en),.
En vertu du partenariat public-privé, c’est le Groupe immobilier Ovation, dirigé par SNC-Lavalin, qui a été chargé de la conception, de la construction et de la mise en service de la Maison symphonique. Elle porte également la signature de l’acousticien Russell Johnson (en). Les piliers de la salle sont déposés sur des coussins et elle est tapissée de 175 coussinets pour l'isoler des vibrations et des bruits extérieurs. Le bois qui recouvre 70 % de la salle est du hêtre de l'Outaouais.
La Maison symphonique est réservée 240 jours par an à l’Orchestre symphonique de Montréal tandis que la Place des Arts s’occupe de la programmation de la salle pour les jours non réservés par l’OSM.

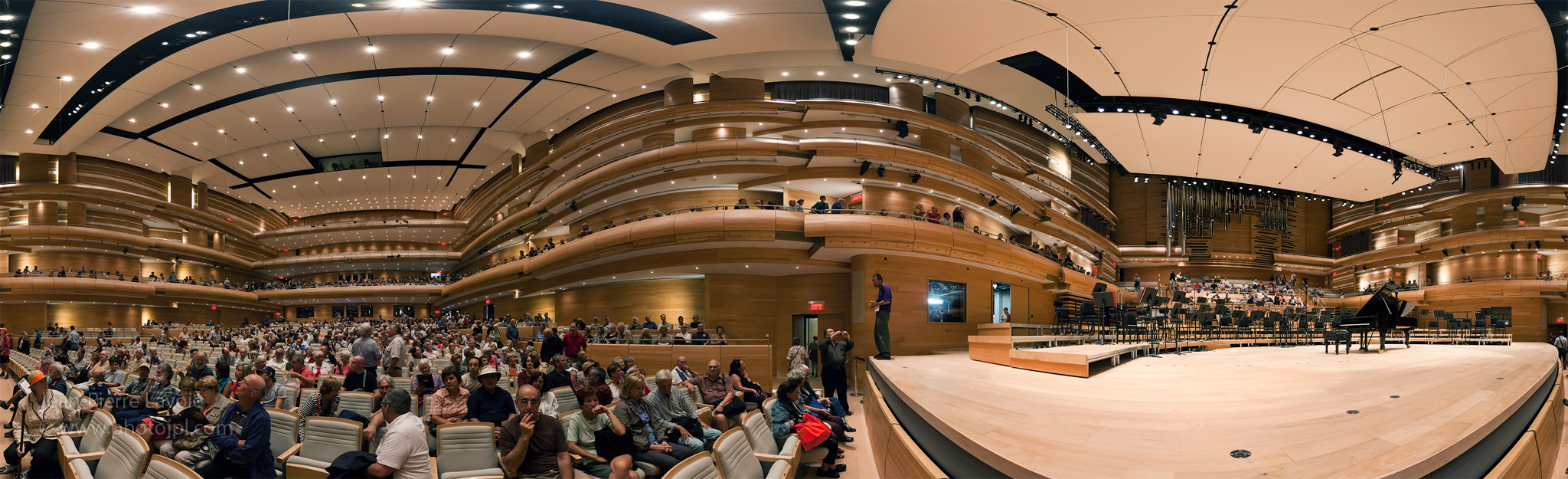
La Maison symphonique de Montréal en photographie panoramique de 360 degrés